# Goncourt (Métro Paris)

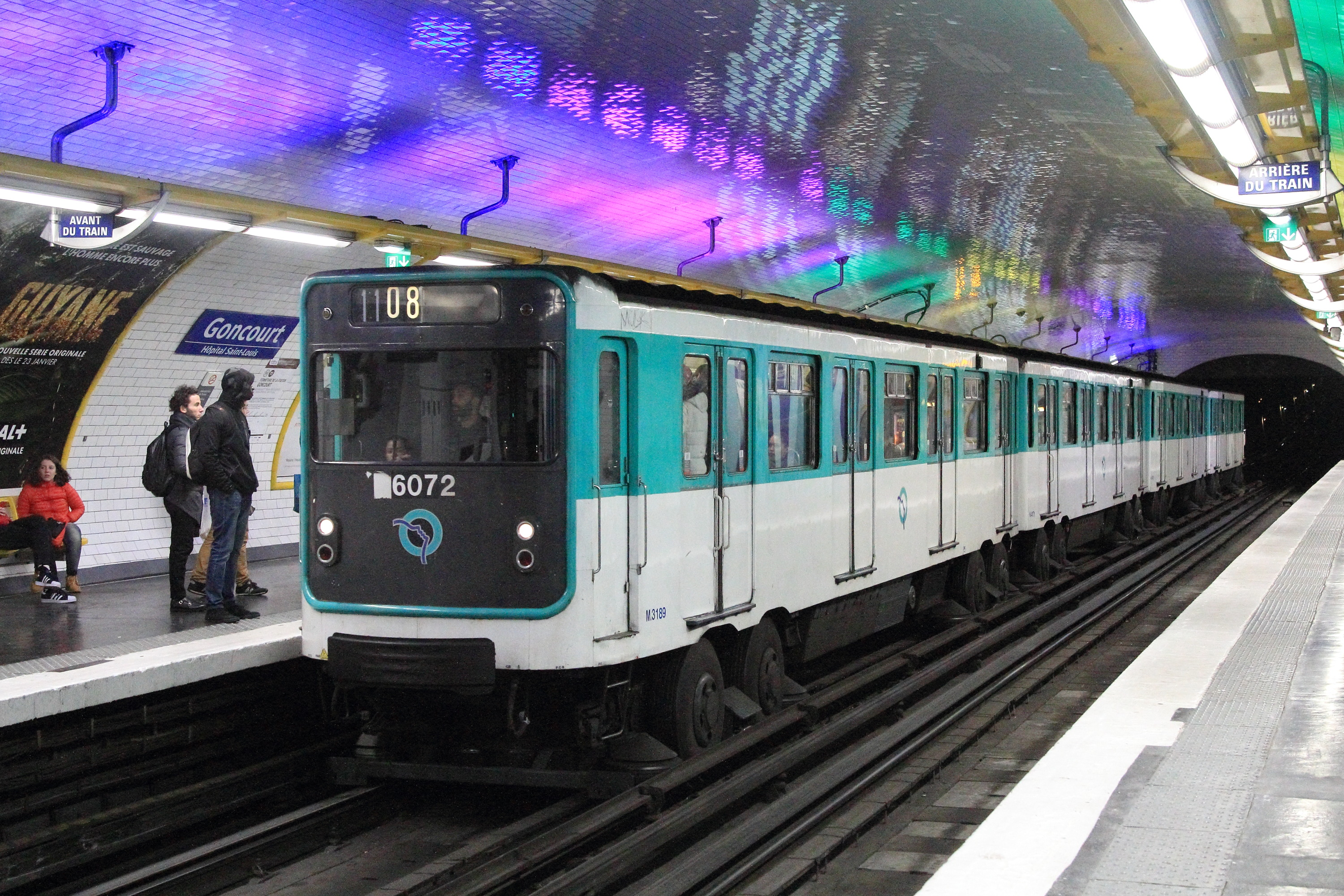
Zug der Baureihe MP 59 in der Station Goncourt

Goncourt [ɡɔ̃kuʁ] ist eine unterirdische Station der Linie 11 der Pariser Métro.

## Lage
Der U-Bahnhof befindet sich an der Grenze des Quartier de l’Hôpital-Saint-Louis im 10. Arrondissement mit dem Quartier de la Folie-Méricourt im 11. Arrondissement von Paris. Er liegt längs unter der Rue du Faubourg du Temple in Höhe der kreuzenden Avenue Parmentier.

## Name
Namengebend ist die dort in die Rue du Faubourg du Temple mündende Rue des Goncourt. Deren Name bezieht sich auf die Brüder Edmond und Jules de Goncourt, die Mitte des 19. Jahrhunderts als Schriftsteller mehrere Werke gemeinsam verfassten. Der französische Literaturpreis Prix Goncourt ist nach ihnen benannt.
Der Beiname Hôpital Saint-Louis bezieht sich auf das gleichnamige Krankenhaus. Das 1607 errichtete Bauwerk ist das älteste noch in Betrieb befindliche Hospital der Stadt.

## Geschichte und Beschreibung
Die Station wurde am 28. April 1935 mit der Eröffnung der Linie 11 in Betrieb genommen, die damals auf dem Abschnitt von Châtelet bis Porte des Lilas verkehrte. Sie ist 75 m lang und weist zwei Seitenbahnsteige an zwei Streckengleisen auf. Der Querschnitt ist ellipsenförmig, Decke und Wände sind weiß gefliest.
Die zwei Zugänge liegen in der Avenue Parmentier südlich deren Kreuzung mit der Rue du Faubourg du Temple. Sie sind durch je einen von Adolphe Dervaux im Stil des Art déco entworfenen Kandelaber markiert.

## Fahrzeuge
Zunächst verkehrten auf der Linie 11 herkömmliche Züge der Bauart Sprague-Thomson. Mitte der 1950er Jahre wurde sie als erste für den Fahrgastbetrieb mit gummibereiften Fahrzeugen hergerichtet. Mit der Baureihe MP 55 kamen am 13. November 1956 erstmals solche zum Einsatz. Im Januar 1999 wurden sie durch die Baureihe MP 59 ersetzt, seit 2009 verkehren zudem Züge des Typs MP 73. Anfang Juni 2023 begann die schrittweise Umstellung der Linie 11 auf Fünf-Wagen-Züge der Baureihe MP 14.

## Umgebung
Nahe der Station befindet sich das Hôpital Saint-Louis.